# Nyctophila pseudocaucasica
Nyctophila pseudocaucasica là một loài bọ cánh cứng trong họ Đom đóm (Lampyridae). Loài này được Geisthardt miêu tả khoa học năm 1982.